# 拉維奇縣

51°36′33″N 16°51′27″E / 51.60917°N 16.85750°E
拉維奇縣（波蘭語：Powiat rawicki），是波蘭的縣份，位於該國中西部，由大波蘭省負責管轄，首府設於拉維奇，面積553平方公里，2006年人口59,375，人口密度每平方公里110人。